# Vitamine D (Glee)
 (août 2012).
Si vous disposez d'ouvrages ou d'articles de référence ou si vous connaissez des sites web de qualité traitant du thème abordé ici, merci de compléter l'article en donnant les références utiles à sa vérifiabilité et en les liant à la section « Notes et références ».
Vitamine D est le sixième épisode de la première saison de Glee, intitulé "Vitamin D" en version originale.

## Intrigue
Will Schuester décide de confronter les filles et les garçons dans un duel vocal, afin de les remotiver en vue des Sélections. Il va cependant devoir gérer sa femme, Terri, qui vient d'être engagée comme infirmière au lycée. Elle aidera, à sa manière, les élèves de la chorale à mettre en place des numéros détonants...

## Résumé
L’épisode commence par une répétition de danse du Glee Club où Will Schuester se plaint du manque d’énergie de ses élèves et les trouve trop confiants pour les Sélections. En effet, ils ont appris une semaine auparavant qu’ils affronteront une chorale d’élèves malentendants, Haverbrook, et le Glee Club de la Jane Addams Academy, une école pour délinquantes.
Il se confie à Emma Pillsbury et lui demande un conseil pour remotiver ses élèves. Sue les interrompt et lui parle de sa manière de gérer ses Cheerios en les mettant en compétition les unes contre les autres. Will décide de reprendre l’idée et organise un concours de mash-up : filles contre garçons. Les gagnants auront la chance de choisir le numéro pour les Sélections. Les deux groupes se mettent au travail avec entrain, mais Finn semble avoir la tête ailleurs.
De son côté, Sue remarque la fatigue de Quinn qui lui dit être épuisée par le Glee Club. Elle décide de se venger en dénonçant le rapprochement de Will et Emma à Terri. Elle l’informe de la disponibilité d’un poste au lycée depuis que l’infirmière est tombée dans les escaliers, ou plutôt après que Sue l'ait fait chuté. Le Principal Figgins accepte de l’engager malgré son manque d’expérience.
Alors que Will est en train de proposer à Emma d’être le juge du concours de la chorale, Terri débarque dans la salle des professeurs et lui annonce qu’elle travaille désormais avec lui. Will ne semble pas très enthousiaste à cette perspective.
On se trouve ensuite dans les pensées de Finn qui est épuisé par le football, le Glee Club et son dilemme entre Rachel et Quinn. Kurt et Puck s’inquiètent pour lui. Puck lui conseille d’aller voir l’infirmière pour se remettre d’aplomb. Terri donne à Finn de la pseudoéphédrine. Quand il revient à la répétition, il est surexcité et distribue les comprimés de "vitamine D" à tous les garçons. De leur côté, les filles sont tellement sûres de gagner qu’elles ne montrent pas d’entrain à répéter, au grand dam de Rachel.
Les garçons interprètent une version très énergique de It's My Life / Confessions Part II, Will est ravi et Rachel voit avec inquiétude leur certitude de victoire disparaître. Elle décide de parler avec Quinn pour la faire revenir aux répétitions et lui dit qu’elle comprend la situation d’outsider dans laquelle elle se trouve.
Terri demande à son collègue Howard Bamboo de lui acheter d’autres boîtes de décongestifs. Ken Tanaka vient ensuite lui parler de sa situation compliquée avec Emma, qu’il soupçonne d’être attirer par Will. Ken propose à Terri de sortir avec elle, mais Terri lui conseille plutôt de demander Emma en mariage.
Kurt avoue aux filles qu’ils ont tous pris des stimulants. Rachel se fâche contre Finn, mais celui-ci se montre peu sensible à ses arguments et la provoque en lui rappelant que les filles ont peu de chance de gagner. Elles décident alors toutes de prendre les décongestifs de Terri et interprètent une version tout aussi énergique que les garçons de Halo / Walking On Sunshine. Will est impressionné par leur performance.
Emma apprend à Will qu’elle n’a pas encore répondu à la demande en mariage de Ken, mais qu’elle n’a pas vraiment le choix. Terri les surprend en train de discuter et décide d’avoir un tête à tête avec Emma. Elle lui parle franchement et la remet à sa place, puis lui suggère d’épouser Ken. Peu après, Quinn annonce à Terri qu’elle accepte de lui confier l’enfant à sa naissance. Elles sont d’accords sur le fait de ne rien dire à Will, mais Terri refuse de payer pour les factures médicales.
Emma annonce à Ken qu’elle accepte de se marier avec lui à condition qu’elle garde son nom, que la cérémonie soit secrète et qu’ils continuent à vivre séparément.
Howard a été arrêté pour suspicion de trafic de médicaments et Terri doit s’expliquer dans le bureau du Principal Figgins. Terri démissionne, et Will est choqué d’apprendre que sa femme a drogué ses élèves. Pour punir Will d’avoir créé un climat malsain de compétition, Figgins nomme Sue Sylvester codirectrice du Glee club.

## Musiques
- It's My Life / Confessions Part II (Bon Jovi / Usher) par les garçons de New Directions
- Halo / Walking On Sunshine (Beyoncé / Katrina And The Waves) par les filles de New Directions

## Anecdotes
(août 2012).
- Si vous ne connaissez pas le sujet, laissez ce bandeau (vous pouvez alors contacter les auteurs).
- Si vous supprimez le contenu mis en cause (vous pouvez préalablement contacter les auteurs),

argumentez précisément cette suppression dans la page de discussion
(un manque de référence n'est pas un argument ; une recherche réelle de référence doit avoir été effectuée, être formellement documentée).
- La plupart des critiques ont préféré la performance des garçons à celle des filles[réf. nécessaire]. De plus, dans l'épisode "Premiers baisers", les filles pensent que les garçons les ont "écrasés", bien qu'il n'y ait eu aucun vote officiel, les deux équipes ayant été disqualifiées.
- Dans cet épisode, Quinn est la seule à ne pas prendre la vitamine D de Terri. En effet, étant donné qu'elle est enceinte et que Terri veut adopter son bébé, elle lui donne un autre médicament.
- Toujours dans cette même scène, on peut remarquer l'absence de Brittany. Or, on peut voir qu'elle est dans le même état que les autres filles lors de la performance[Interprétation personnelle ?].
- Avant le tournage, Lea Michele a parlé de façon "maniaque" pour transmettre les effets des médicaments sur Rachel[réf. nécessaire].

## Audiences
- L'épisode a réuni :
  - 7,30 millions de téléspectateurs aux États-Unis.
  - 2,00 millions de téléspectateurs au Royaume-Uni.
  - 1,61 million de téléspectateurs au Canada.
  - 875,000 téléspectateurs en France.